# Scraptia abyssinica
Scraptia abyssinica es una especie de coleóptero de la familia Scraptiidae.

## Distribución geográfica
Habita en Etiopía.